# Conde de Arran (Irlanda)
O título Conde de Arran (ou Aran), criado no Pariato da Irlanda, não deve ser confundido com o título de Conde de Arran no Pariato da Escócia. Os dois títulos se referem a lugares diferentes: as Ilhas de Aran, na Irlanda, e a Ilha de Arran, na Escócia. O condado irlandês é de propriedade da família Gore. O condado escocês é um título separado, mantido como um título subsidiário do Duque de Hamilton.

## Criações irlandesas

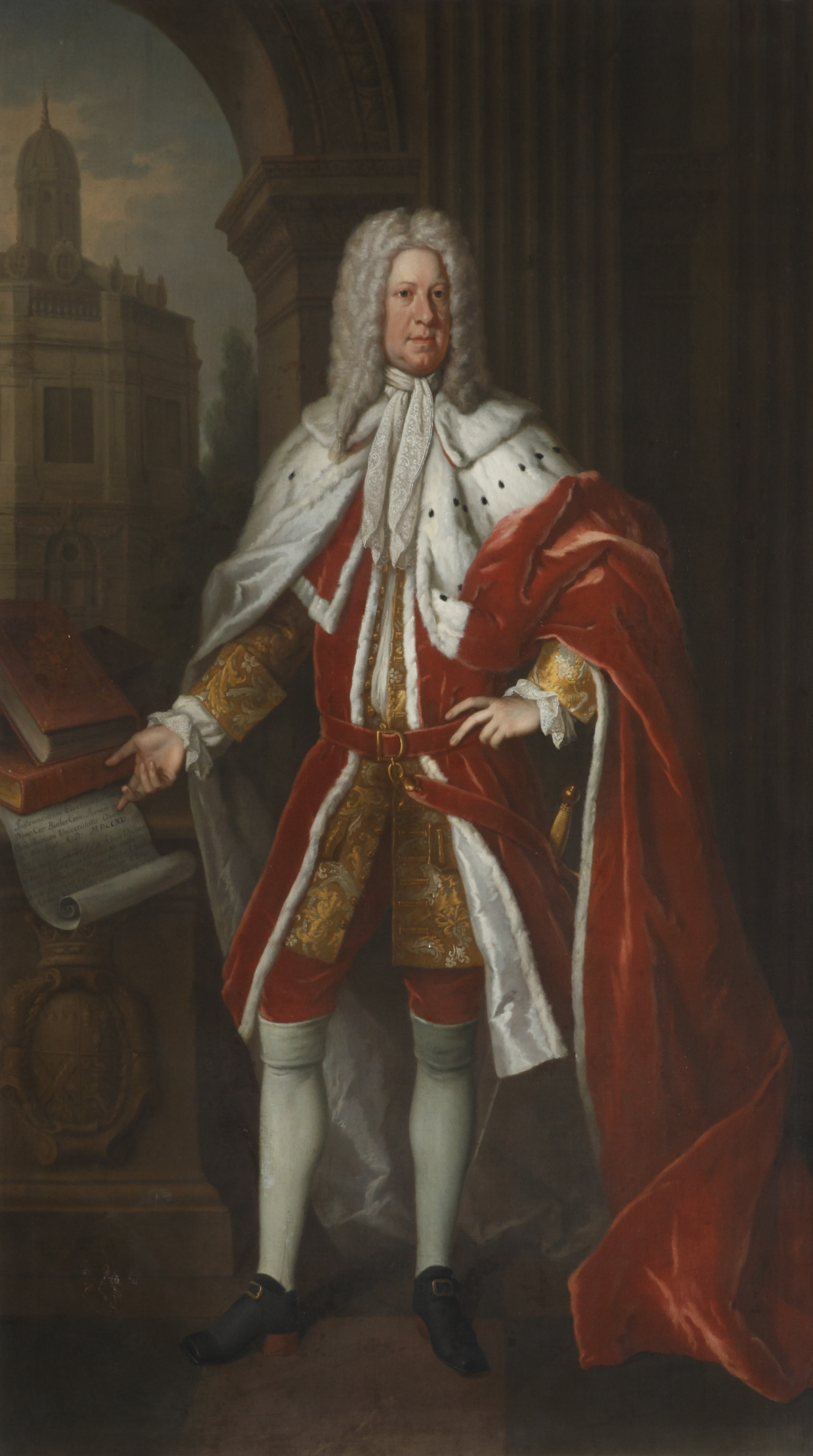
Charles Butler, 1.º Conde de Arran

A primeira criação irlandesa foi em 1662, quando Lorde Richard Butler, filho mais novo do 1.º Duque de Ormond, foi nomeado Barão Butler de Cloughgrenan, Visconde Tullough e Conde de Arran. Portanto, os títulos foram extintos com sua morte em 1686, pois ele não deixou descendências. A próxima criação veio em 1693 para seu sobrinho Carlos Butler . Esses títulos foram extintos com sua morte em 1758.
A criação final no Pariato da Irlanda ocorreu em 1762, quando Sir Arthur Gore, 3.º Baronete, foi criado Conde de Arran, das Ilhas Aran, no Condado de Galway. Ele já havia representado o distrito de Donegal na Câmara dos Comuns da Irlanda e já havia sido nomeado Visconde Sudley, de Castle Gore, no Condado de Mayo, em 1758, e Barão Saunders, de Deeps, no Condado de Wexford, em 1758, no Pariato da Irlanda. Ele foi sucedido por seu filho, o segundo conde. Ele foi membro do Parlamento Irlandês pelo distrito de Donegal e foi um dos dezesseis Cavaleiros originais da Ordem de São Patrício.

### Condes de Arran, primeira criação (1662)
- Richard Butler, 1.º Conde de Arran (1639–1686)

### Condes de Arran, segunda criação (1693)
- Carlos Butler, 1.º Conde de Arran (1671–1758)

### Baronetes Gore, de Newtown (1662)
- Sir Arthur Gore, 1.º Baronete (falecido em 1697)
- Sir Arthur Gore, 2.º Baronete ( c. 1685 –1741)
- Sir Arthur Gore, 3.º Baronete (1703–1773) (criado Conde de Arran em 1762)

### Condes de Arran, terceira criação (1762)
- Arthur Gore, 1.º Conde de Arran (1703–1773)
- Arthur Saunders Gore, 2.º conde de Arran (1734–1809)
- Arthur Saunders Gore, 3.º conde de Arran (1761–1837)
- Philip Yorke Gore, 4.º conde de Arran (1801–1884)
- Arthur Saunders Gore, 5.º Conde de Arran (1839–1901)
- Arthur Jocelyn Charles Gore, 6.º Conde de Arran (1868–1958)
- Arthur Paul John James Charles Gore, 7.º Conde de Arran (1903–1958)
- Arthur Strange Kattendyke David Archibald Gore, 8.º Conde de Arran (1910–1983)
- Arthur Desmond Colquhoun Gore, 9.º Conde de Arran (nascido em 1938)

O herdeiro do título é o primo em terceiro grau do atual titular, William Henry Gore (nascido em 1950).
O herdeiro do herdeiro é seu único filho, Charles David Gore (nascido em 1985)
Não há herdeiros na baronia de Sudley.

## Linha de Sucessão
- Arthur Gore, 1.º Conde de Arran(1703–1773)
  -  Arthur Gore, 2.º Conde de Arran (1734–1809)
    -  Arthur Gore, 3.º Conde de Arran (1761–1837)
    - Hon. William John Gore (1767–1836)
      -  Philip Gore, 4.º Conde de Arran (1801–1884)
        -  Arthur Gore, 5.º Conde de Arran (1839–1901)
          -  Arthur Gore, 6.º Conde de Arran (1868–1958)
            -  Arthur Gore, 7.º Conde de Arran (1903–1958)
            -  Arthur Gore, 8.º Conde de Arran (1910–1983)
              -  Arthur Gore, 9.º Conde de Arran (born 1938)

      - Hon. Charles Alexander Gore (1811–1897)
        - Sir Francis Charles Gore (1846–1940)
          - Charles Henry Gore (1881–1941)
            - Paul Annesley Gore (1921–2012)
              - (1). William Henry Gore (b. 1950)
                - (2). Charles David Gore (b. 1985)

              - (3). Nicholas David Gore (b. 1952)
                - (4). Alastair Mark Gore (b. 1984)
                - (5). Robert William Gore (b. 1986)

          - John Francis Gore (1885–1983)
            - (6). Charles John Gore (b. 1932)
              - (7). Ian Simon Francis Gore (b. 1965)
                - (8). Samuel Charles Fraser Gore (b. 1994)
                - (9). Milo Thomas Spencer Gore (b. 1995)

              - (10). John Alexander Charles Gore (b. 1971)

        - Spencer Gore (1850–1906)
          - Spencer Frederick Gore (1878–1914)
            - Frederick John Pym Gore (1913–2009)
              - (11). Charles David Gore (b. 1954)
                - (12). William Frederick Ebubechukwu Pym Gore (b. 1998)

    - Very Rev. Hon. George Gore (1774–1844)
      - Ven. John Ribton Gore (1820–1894)
        - Arthur Saunders Gore (1848–1901)
          - Arthur Henry Baldwin Gore (1883–1953)
            - John Douglas Gore (1916–1976)
              - (13). John Douglas Gore (b. 1947)
              - Theresa Ann Gore (b. 1951), m. 1973 Jon Patrick Ferguson 
                - Fergie (b. 1975)

    - General Hon. Sir Charles Stephen Gore (1793–1869)
      - James Arthur Charles Gore (1826–1901)
        - Edward John Mounsey Gore (1863–1949)
          - Humphry Gerard Napier Gore (1916–2008)
            - (14). Mark Staveley Gore (b. 1952)
            - (15). Brendon Bostwick Gore (b. 1955)
              - (16). Charles James Napier Gore (b. 1995)

            - (17). Timothy Francis Gore (b. 1957)
              - (18). Edward Charles Theodore Gore (b. 1994)
              - (19). Frederick Humphrey William Gore (b. 1999)

        - William Stuart Gore (1868–1946)
          - Erroll Napier Gore (1897–1968)
            - William Erroll Gore (1926–1969)
              - (20). William Arran Gore (b. 1965)
                - (21). Alexander William Gore (b. 1999)

            - Stuart Maxwell Gore (1929–2016)
              - (22). Benjamin Lawrence Stuart Gore (b. 1990)

            - (23). Ian Winn Bazelgette Gore (b. 1932)
              - (24). Robert Ian Charles Gore (b. 1966)